# Câmpeni, Botoșani
Câmpeni este un sat în comuna Prăjeni din județul Botoșani, Moldova, România. Mai demult acest sat s-a numit "Lătăi".
 Acest articol despre o localitate din județul Botoșani este deocamdată un ciot. Puteți ajuta Wikipedia prin completarea lui.